# Ledig materieel
Ledig materieel of leeg materieel is een aanduiding van een trein die bestaat reizigersmaterieel waarmee op dat moment geen reizigers vervoerd worden. Als een zo'n trein tussen twee stations rijdt spreekt men van een ledig materieelrit, soms van een overbrengingsrit. Ledig materieelritten worden uitgevoerd om bijvoorbeeld reizigersmaterieel van of naar een werkplaats voor onderhoud of reparatie te vervoeren, of om reizigersmaterieel over te brengen naar een ander station.
Wanneer leeg materieel overgebracht wordt van een opstelterrein naar een perronspoor is het geen ledig materieelrit, maar een rangeerbeweging. Als ledig materieel aan een (reizigers)trein van de normale dienstregeling wordt gekoppeld dan spreekt men van opzending.
Bij een ledig materieelrit is geen conducteur op de trein.